# 팹 필립포

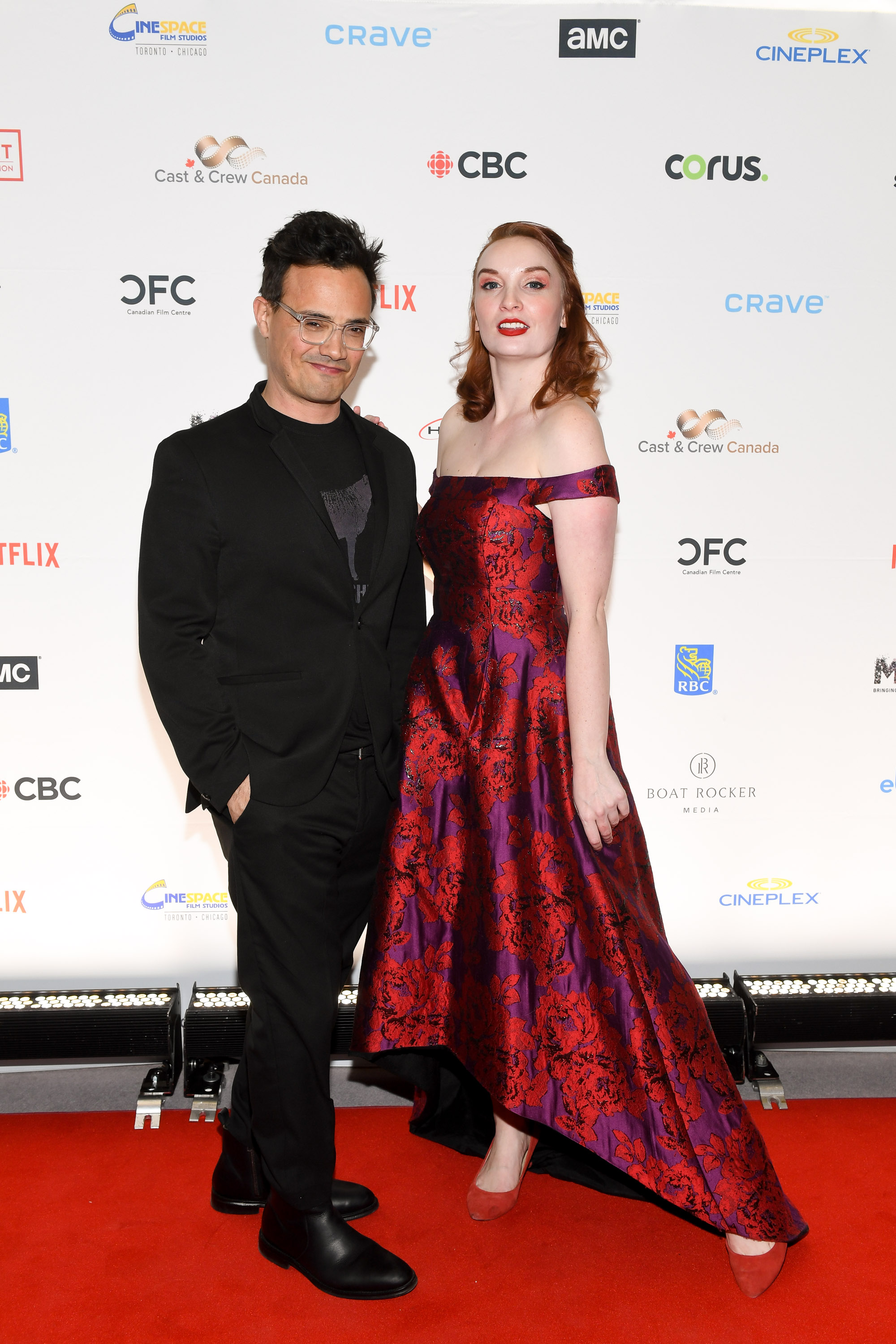

팹 필립포(Fab Filippo, 1973년 11월 30일 ~ )는 캐나다의 각본가, 배우, 영화배우, 영화 감독, 텔레비전 배우이다.
토론토에서 태어났다.

## 방송
- 에리카의 자아찾기 3
- 퀴어 애즈 포크 4
- 언드레스드
- 뱀파이어 해결사 3

## 영화
- 퍼펙트 시스터즈 (2014년)
- 레저렉션 오브 토니 지톤 (2013년) - 니노 역
- 투 레이트 투 세이 굿바이 (2009년)
- 리브스 오브 더 세인츠 (2004년)
- 할리우드 북쪽 (2003년) - 프랭키 캔디도 역
- 웨이다운타운 (2000년) - 톰 역
- 퀴어 애즈 포크 (2000년)
- 뱀파이어 해결사 (1997년)
- 캐나다 베이컨 (1994년)
- 레디 오어 낫 (1993년)
- 졸업 파티 4 (1992년)